# Epicadinus gavensis
Epicadinus gavensis là một loài nhện trong họ Thomisidae.
Loài này thuộc chi Epicadinus. Epicadinus gavensis được Ilka Maria Fernandes Soares & Ilka Maria Fernandes Soares miêu tả năm 1946.